# Matkorn
Matkorn är namnet på en spannmålsprodukt helt i fullkorn som kokas och kan användas istället för exempelvis couscous och ris. Produkten är korn som klippts i mindre bitar så att koktiden kortats till 12 minuter. Matkorn innehåller vitaminer.. 